# إيفا ماميلي
جوليانا لويجيا إفلينا ماميلي (بالإيطالية: Eva Mameli Calvino)‏ (12 فبراير 1886 - 31 مارس 1978)، عالمة نبات وطبيعية إيطالية.
من مواليد ساساري، في سردينيا، في عام 1906 انتقلت إلى بافيا مع شقيقها إفيسيو ماميلي، الكيميائي والصيدلي إلى الجامعة المحلية، حيث تخرجت في عام 1907 بتخصص العلوم الطبيعية. في عام 1915 حصلت على مؤهلات التدريس. تزوجت من عالم الهندسة الزراعية ماريو كالفينو. في عام 1920، عرض ماريو على إيفا ماميلي وظيفة رئيسة قسم النبات في محطة التجارب الزراعية (Estaciòn Experimental Agronòmica) في سانتياغو دي لاس فيغاس، كوبا، حيث ذهب الزوجان للعيش وأنجبا طفلهما الأول. وُلدت إيفا في عائلة علمانية، وقد وصفها ابنها إيتو على أنها داعية للسلام. توفيت في سان ريمو، وقد بلغت من العمر 92 عامًا.

## قائمة المراجع
- الزهور في الأسرة. تاريخ وقصص إيفا ماميلي كالفينو (نساء في العلوم)
- أريان دروشير، ماميلي كالفينو إيفا جوليانا، في العلوم بصوتين. نساء في العلوم الإيطالية من القرن الثامن عشر إلى القرن العشرين، قاموس «العلماء» الإيطاليين بجامعة بولونيا.
- فورنيرس مارشي، الحديقة السرية لكالفينو. صور من ألبوم العائلة بين كوبا وسانريمو، دي فيراري، جنوة 2004.
- باولا جوفوني، «نساء في عالم بلا نساء». الطالبات في الكليات العلمية في إيطاليا، 1877-2005، في «الدفاتر التاريخية»، CXXX (2009) رقم 1، 213–248.